# Mugen Motorsports

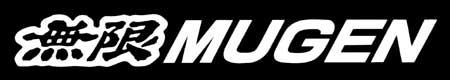
Marchio

La Mugen Motorsports (M-TEC Co., Ltd) (無限) è un costruttore motoristico giapponese fondato nel 1973 da Hirotoshi Honda (figlio del fondatore della Honda Motor Company, Sōichirō Honda) e da Masao Kimura. 
Mugen, che significa in giapponese "senza limiti",  ha operato in campo motoristico sempre collaborando strettamente con la casa Honda. Nonostante la comune origine familiare, la Mugen non ha comunque mai avuto un legame amministrativo diretto con la Honda.
La compagnia prepara vetture e motori Honda nelle varie serie motoristiche a cui la casa ha partecipato in passato a numerosi campionati, dalla Formula 1 alla Formula 3000 ai campionati per vetture sport. Fino al 2005 è stata il fornitore unico di propulsori alla Formula Nippon.

## Storia
Nel 1965 Hirotoshi Honda, prima ancora di terminare gli studi universitari, decise di impiantare questa compagnia con l'apporto prezioso di Masao Kimura. Kimura, veterano delle corse con oltre 50 vittorie nelle vetture sport e monoposto con la Honda, collaborava all'epoca con la Honda.
La Mugen iniziò l'attività specializzandosi nella preparazione dei motori della Honda, iniziando col 1200 cc Honda Civic, per poi passare a elaborare motori propri a 2 e 4 tempi.
La Mugen ha poi collaborato più strettamente con la Honda nella creazione di vettura da corsa come nel caso della Honda Ballade CRX nel 1984. Da allora, la Mugen ha costruito altri telai come il prototipo Mugen NSX nel 1992.
Mugen è stata ristrutturata nel 2003 a seguito dello scandalo finanziario che ha colpito Hirotoshi Honda, tanto che una nuova compagnia, chiamata M-TEC, è stata creata nel 2004. M-TEC ha i diritti sul marchio Mugen ed ha la sua sede ad Asaka (Saitama), poco a nord della capitale nipponica Tokyo, vicina alla sede di Wako della Honda. La nuova compagnia è ora guidata da Shin Nagaosa. Nagaosa fu il manager della divisione motoristica della Mugen e fu direttamente coinvolto nel progetto della NSX.

## Attività motoristica

### Monoposto
Lavorando con la Honda, la Mugen ha gradualmente espanso il suo interesse nelle competizioni motoristiche. Nel 1986, con l'introduzione anche in Giappone della Formula 3000 Mugen e Honda collaborarono per creare un motore adeguato alla nuova categoria. Introdotto nel 1987 fu adottato da ben 14 team. Grazie ai risultati ottenuti in patria la Mugen deciso lo sbarco nel più competitivo campionato europeo nel 1989; la Mugen lo affrontò col motore MF308 vincendo il campionato con Jean Alesi, che all'epoca correva per la scuderia di Eddie Jordan con una Reynard. Nello stesso anno venne costruito il primo propulsore da 3.5  V8 pronto per la Formula 1, battezzato MF350.
Nel 1988, la Mugen iniziò a preparare i motori Honda anche per la Formula 3, vincendo il campionato nipponico con Akihiko Nakaya e, nel 1990, decise di espandere il proprio interesse verso l'Europa anche in questa categoria. La Mugen colse subito la sua prima vittoria nei campionati europei di Formula 3, conquistando il titolo francese con Éric Hélary, e il titolo britannico con Mika Häkkinen del team West Surrey Racing Reynard, che si ripeté nel 1991 con Rubens Barrichello.
Quando la Formula 3000, nel 1996, divenne un campionato monomarca, con vetture tutte spinte da motori Judd, in Giappone si ridenominò il campionato in Formula Nippon, attribuendo proprio alla Mugen il monopolio dei motori. M-TEC ha perso nel 2006 questa fornitura esclusiva, quando vi è stato il cambiamento del regolamento tecnico al fine di permettere anche alla Toyota di partecipare al campionato. La Mugen continua ad ottenere successi in Formula 3 col propulsore 2.0 L Honda, avendo vinto 9 titoli in Asia (di cui 8 in Giappone) del 1988, così come 19 titoli in Europa (15 solo nel campionato britannico), e 13 in America Latina.

### Formula 1
Nel 1991 la Mugen preparò gli Honda V10 per la Tyrrell; negli anni seguenti questi propulsori vennero ridenominati Mugen MF351H e trasferiti al team Footwork, coi piloti Aguri Suzuki e Michele Alboreto. Nel 1993, la Mugen mantenne la collaborazione con la Footwork e creò la versione B del MF351H, usato in gara da Aguri Suzuki e Derek Warwick.
Nel 1994, la Mugen passò a collaborare con il Team Lotus al fine di motorizzare la vettura Lotus 109. Il team - coi piloti Johnny Herbert e Pedro Lamy (poi sostituito da Alex Zanardi) - aveva problemi di budget e il telaio giunse tardi all'appuntamento col mondiale. Il motore Mugen, denominato ZA5C, non venne messo nelle condizioni di provare appieno il suo potenziale. Con la chiusura della storica scuderia britannica la Mugen passò a collaborare col team Ligier, di proprietà di Flavio Briatore, coi piloti Olivier Panis, Martin Brundle e Aguri Suzuki. Il motore 3.0 L, con cilindrata in conformità col nuovo regolamento, fu chiamato MF301H. Nella stagione la Mugen coglierà la sua prima vittoria in Formula 1 nel prestigioso Gran Premio di Monaco, con al volante Panis.
Il team, nel 1997 fu acquisito da Alain Prost, e ribattezzato col suo nome. Il propulsore MF301H-B spinse Jarno Trulli addirittura in testa al Gran Premio d'Austria per molti giri prima di costringere all'abbandono il pilota pescarese.
Nel '98 la Prost passerà ai motori francesi Peugeot; la Mugen sarà costretta perciò a cercare un nuovo acquirente. Lo troverà nella Jordan Grand Prix, che verrà equipaggiata dal MF301H-C. A Spa, Damon Hill e Ralf Schumacher conquisteranno i primi due gradini del podio.
La stagione seguente sarà ancora più entusiasmante con Heinz-Harald Frentzen capace di imporsi due volte e anche di lottare per il titolo. L'avventura della Mugen nella massima serie motoristica si interromperà nel 2001 quando la Honda deciderà di fornire anche la Jordan con i motori ufficiali. Sodalizio che durerà per 2 stagioni, prima che questi passasero al motore Ford, e di conseguenza, portando il fornitore giapponese a concentrarsi unicamente sul team BAR, dal 2003.
In tutto, in Formula 1, 147 gran premi corsi, con 4 vittorie, 1 pole e 16 podi, conditi da 182 punti e il terzo posto sia nella classifica piloti con Frentzen che nella classifica costruttori con la Jordan nel 1999.

#### Statistiche Formula 1
| Anno      | Team                 | GP  | Vittorie | Pole Position | Podi | Giri Veloci | Punti |
| --------- | -------------------- | --- | -------- | ------------- | ---- | ----------- | ----- |
| 1992      | Footwork-Mugen Honda | 16  | 0        | 0             | 0    | 0           | 6     |
| 1993      | Footwork-Mugen Honda | 16  | 0        | 0             | 0    | 0           | 4     |
| 1994      | Lotus-Mugen Honda    | 16  | 0        | 0             | 0    | 0           | 0     |
| 1995      | Ligier-Mugen Honda   | 17  | 0        | 0             | 2    | 0           | 24    |
| 1996      | Ligier-Mugen Honda   | 16  | 1        | 0             | 1    | 0           | 15    |
| 1997      | Prost-Mugen Honda    | 17  | 0        | 0             | 2    | 0           | 21    |
| 1998      | Jordan-Mugen Honda   | 16  | 1        | 0             | 3    | 0           | 34    |
| 1999      | Jordan-Mugen Honda   | 16  | 2        | 1             | 6    | 0           | 61    |
| 2000      | Jordan-Mugen Honda   | 17  | 0        | 0             | 2    | 0           | 17    |
| Totale F1 |                      | 147 | 4        | 1             | 16   | 0           | 182   |

### Vetture sport
Intensa l'attività nel campionato giapponese granturismo. Nel 1998, la Mugen produsse la NSX, due per la partnership con la Dome, una per il Team Kunimitsu e una per la Nakajima Racing. All'inizio veloci ma poco affidabili, grazie al team Nakajima arrivò la prima vittoria nella gara 4 al Circuito del Fuji. Venne seguita da altre tre vittorie (una proprio dal team costituito con la Dome), che portò ad un secondo posto nel campionato grazie ai piloti Tom Coronel e Kouji Yamanishi. Nel 1999 altre tre vittorie, una con il team Mugen/Dome di Juichi Wakisaka e Katsutomo Kaneishi che finì terzo in campionato. Nel 2000 arriva la vittoria in campionato per il team con Ryo Michigami. In tutto, nella stagione, 4 vittorie per la vettura, anche se, curiosamente, nessuna con il pilota campione.
L'anno seguente, la NSX vinse due gare, conquistando il secondo (con la Mugen/Dome) e il terzo (team ARTA) nel campionato. In giugno dello stesso anno la Mugen annunciò lo sviluppo del nuovo motore 4000cc L V8, denominato MF408S, pensato per i prototipi partecipanti alla 24 Ore di Le Mans e al campionato American Le Mans Series. L'obiettivo del nuovo propulsore era coniugare la potenza con la compattezza e l'affidabilità. La Mugen scelse un 4000cc L non sovralimentato anche a causa dell'esperienza maturata nella Formula 3 dove le misure ridotte sono la chiave per il successo. La Mugen escluse la possibilità di ricorrere ad un motore turbo vista la necessità di utilizzare i dispositivi intercooler, per estrarre il massimo della potenza, che incidono negativamente su peso e performance.
Anche il 2002 fu per la Mugen una buona stagione di corse. La NSX vinse cinque gare, due con il team Mugen/Dome, che si aggiudicò nuovamente il titolo per scuderie. Il debutto del MF408S fu su una Panoz nell'edizione di quell'anno della 12 Ore di Sebring, prima gara del campionato ALMS.